# スポーツに関する賞
スポーツに関する賞（スポーツにかんするしょう）では、スポーツに与えられる賞を挙げる。

## 全般
- オリンピックメダル（金メダル、銀メダル、銅メダル）
- ローレウス・スポーツ賞
- en:Sports Illustrated Sportsperson of the Year（en:Sports Illustrated系）
- en:United Press International Athlete of the Year Award（en:United Press系）

### 日本
- 日本スポーツグランプリ（日本スポーツ協会）
- JOCスポーツ賞（日本オリンピック委員会）
- 日本プロスポーツ大賞（日本プロスポーツ協会）
- ビッグスポーツ賞（テレビ朝日系）
- 毎日スポーツ人賞（毎日新聞系）
- 日本スポーツ賞（読売新聞系）
- 朝日スポーツ賞（朝日新聞社系）
- 中日体育賞（中部の「中日新聞」系）
- 上毛スポーツ賞（群馬の「上毛新聞」系）
- 関西スポーツ賞（関西運動記者クラブが選定）
- 大阪スポーツ賞
- 広島スポーツ賞（広島県内限定）
- 日本海スポーツ賞（鳥取県の新日本海新聞社系）
- 南日本スポーツ賞（九州の「南日本新聞」系。）
- 日刊スポーツ賞（日刊スポーツ系）
- 報知プロスポーツ大賞（報知新聞社系）

### ブラジル
- パウリスタ・スポーツ賞（ブラジル、日系のニッケイ新聞系）

## 陸上競技

### 世界
- ワールド・アスリート・オブ・ザ・イヤー

### 日本
- アスレティックス・アワード
- 陸上競技マガジンアスリート・オブ・ザ・イヤー
- 青木半治賞

## サッカー

### 世界
- バロンドール
- 女子バロンドール
- ザ・ベスト・FIFAフットボールアウォーズ
- オンズドール

### アジア
- アジア年間最優秀選手賞

### Jリーグ
- Jリーグアウォーズ

## バスケットボール
- en:NBA Sportsmanship Award
- en:Jason Collier Sportsmanship Award（スポーツマンシップですぐれた選手に与えられる賞）
- en:Kim Perrot Sportsmanship Award（女子バスケ）

## フットボール
- en:James E. Foy, V-ODK Sportsmanship Trophy（スポーツマンシップで優れた選手に与えられる賞）

## 野球

### メジャーリーグ
- ウォーレン・スパン賞
- エドガー・マルティネス賞
- サイ・ヤング賞
- ハッチ賞
- ハンク・アーロン賞
- ベーブ・ルース賞
- ルー・ゲーリッグ賞
- ロベルト・クレメンテ賞

### 日本プロ野球
- NPB AWARDS
- ゴールデングラブ賞
- カムバック賞
- 最優秀バッテリー賞

## テニス
- ATPワールドツアー・アワード
- WTAアワード
- en:International Tennis Hall of Fame Award

## セーリング
- en:ISAF World Sailor of the Year Awards
- ICSA College Sailor of the Year

## アイスホッケー
- en:Atlantic Hockey Individual Sportsmanship Award （スポーツマンシップですぐれた選手に与えられる賞）

## フィギュアスケート
- ISUスケーティングアワード

## ラクロス
- en:National Lacrosse League Sportsmanship Award

## 競馬

### ヨーロッパ
- カルティエ賞

### アメリカ
- エクリプス賞

### カナダ
- ソヴリン賞

### 日本
- JRA賞
- 東京競馬記者クラブ賞
- 関西競馬記者クラブ賞
- 民間放送競馬記者クラブ賞
- 中央競馬関西放送記者クラブ賞
- 関西テレビ放送賞
- 北海道競馬記者クラブ賞
- 中京競馬記者クラブ賞
- 小倉ターフ賞
- NARグランプリ

## ゴルフ
- ゴルフトーナメント功労賞

## ボクシング
- 年間表彰選手